# Ko Klang
Ko Klang, thailändska เกาะกลาง, är en ö i provinsen Krabi, i Thailand. 

## Geografi
Ko Klang ligger på västkusten i södra Thailand, vid randhavet Andamansjön vid Krabiflodens mynning. Ko Klang är staden Krabis närmaste ö, förbunden med långbåtar från Chaofa Pier ,  Krabis centrum, och Tara Pier, i södra delen av Krabi. Färden tar ungefär tio minuter.
Ön är 26 kvadratkilometer stor och indelad i fyra områden, med en by och en moské i varje område:
- Moo 1: Ban Ko Klang[a]
- Moo 2: Ban Klong Prasong
- Moo 3: Ban Klongkam
- Moo 4: Ban Bang Kanun

Ön är platt med många anlagda kanaler. Den är idealisk för risodling, vilket varit en god näring för öns befolkning. 

## Transporter
Det finns inga bilar på ön, endast cyklar, motorcyklar och tuk-tuk.

## Befolkning
Invånarantalet på Ko Klang var 2010 ungefär 4700 personer. 70 procent av befolkningen räknades till ursprungbefolkningen. 98 procent var muslimer och 2 procent buddhister. Böneutropen från moskéerna hörs över hela ön.

## Ekonomi
Havet är den huvudsakliga inkomstnäringen för öns befolkning, förutom risfälten. Många äger båt och sysslar med båttransporter eller fiskar i floden eller Andamansjön. Det finns också fiskodlingar på ön.
Ön har inte särskilt mycket turister, men det finns möjlighet att övernatta.

## Natur
Ön har en växlande natur, från mangroveskogar till risfält. Det finns grottor, stränder och Krabis berömda kalkstensberg.
Mangroveskogen upptar ungefär 80 procent av öns yta, framför allt de norra och östra delarna av ön. Bland arterna kan nämnas mangrovearter som Rhizophora mucronata,palmen Phoenix paludosa och buskar inom släktet Lumnitzera i familjen tropikmandelväxter.
På ön förekommer krabbmakak, asiatisk klolös utter och åtskilliga ormarter. Det finns ett rikt fågelliv med gråhäger, asiatisk simrall, trädsnäppa, rosentärna, havsörn, stork, kungsfiskare och den hotade sidenhägern.
Överfiskning och miljöföroreningar gör att fisktillgången minskat, men det finns fortfarande artrikedom I de omgivande farvattnen med arter som mjölkfisk, den abborrartade barramundin och stillahavstarpon.
Ko Klang ingår i Mu Ko Lantas nationalpark tillsammans med bland annat Ko Lanta Yai i vad som 1990 blev Thailands 62:a nationalpark.

## Klimat
Det tropiska klimatet i Thailand är ett sommarmonsunklimat, med kraftiga monsunregn från maj till oktober och torrtid från oktober till maj. Det är svalast i slutet av regntiden och början på torrtiden. I slutet av torrtiden kan det vara 34–37 grader varmt.